# Ranunculus mentiens
Ranunculus mentiens är en ranunkelväxtart som beskrevs av Hj. Eichl.. Ranunculus mentiens ingår i släktet ranunkler, och familjen ranunkelväxter. Inga underarter finns listade i Catalogue of Life.